# Simon Andriveau
 (novembre 2018).
Simon Andriveau est un auteur de bande dessinée français né le 26 mai 1978 à Reims. Il est connu pour sa série Le Grand Siècle, parue aux éditions Delcourt.

## Biographie
Simon Andriveau a étudié à l'école Émile Cohl de Lyon puis des Gobelins à Paris en section « cinéma d'animation ». Il a travaillé au sein de la société BUF Compagnie comme animateur en effets spéciaux. Le Grand Siècle, dont le premier volume est paru en 2006, est sa première bande dessinée, série historique de cape et d'épée. Début 2012, à Versailles, la série vaut à son auteur, à la fois comme scénariste et comme dessinateur, le « Prix Espoir du 9e Art », remis par Philippe Francq.
Il participe à la réalisation de la série d'animation Arcane sortie sur Netflix en 2021, créant notamment un story-board pour lequel il reçoit un Annie Awards en mars 2022.

## Albums

### Le Grand Siècle
- Tome 1 : Alphonse (2006)
- Tome 2 : Benoît (2008)
- Tome 3 : Moplai (2011)